# 脇町 (美馬市)
脇町（わきまち）は、徳島県美馬市の大字。2010年10月1日現在の人口は11,207人、世帯数は3,875世帯。

## 地理
美馬市の北部に位置。北は讃岐山脈を境に香川県高松市、西は美馬町、東は阿波市に接する。地内北部の讃岐山脈には大滝山・妙体山・台ヶ丸山などがそびえる。
吉野川の支流である曽江谷川や太谷川が讃岐山脈から南流し吉野川に合流する。

### 山岳
- 大滝山 - 四国百名山選定
- 妙体山
- 台ヶ丸山

### 河川
- 太谷川
- 曽江谷川
- 東俣谷川
- 井口谷川
- 城の谷川

### 小字
| - 井口 - 井口東 - 芋穴 - 芋尻 - 上ノ原 - 神楽田 - 上中野 | - 川原柴 - 北星 - 暮畑 - 小星 - 小丸 - 下中野 - 白木 | - 白水 - 白水道南 - 新山 - 曽江名 - 段 - 段名 - 鼓尾 | - 天神 - 中段 - 中八 - 梨子木 - 西赤谷 - 西大谷 - 西俣名 | - 拝原 - 羽出床 - 東赤谷名 - 東大谷 - 東俣名 - 東山 - 平帽子 | - 福堂 - 舟木 - 横倉 |  |

## 歴史
- 2005年（平成17年）3月1日 - 美馬郡脇町が木屋平村・穴吹町・美馬町と合併して美馬市となり、現在の町名となる。

## 施設

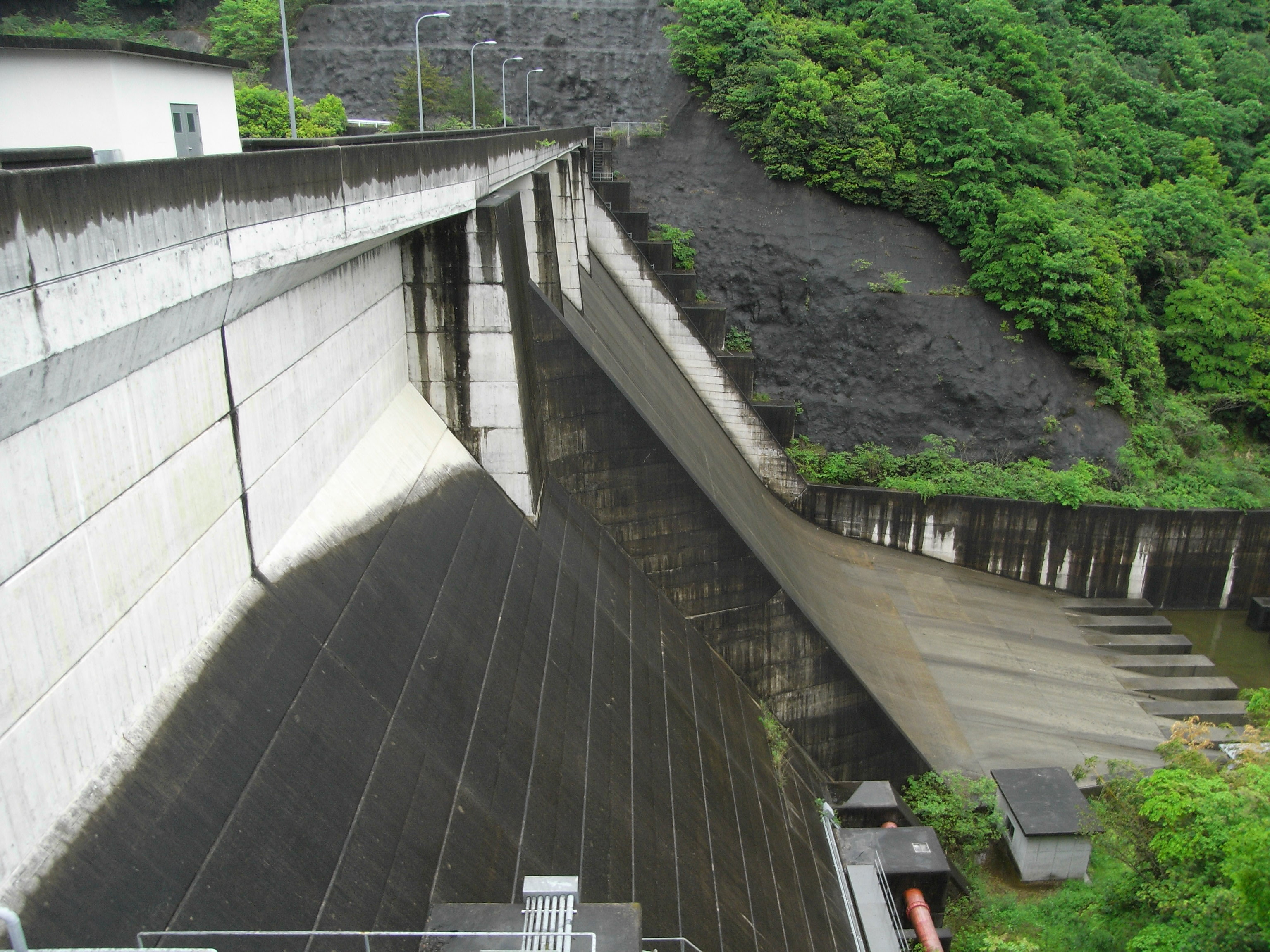
夏子ダム

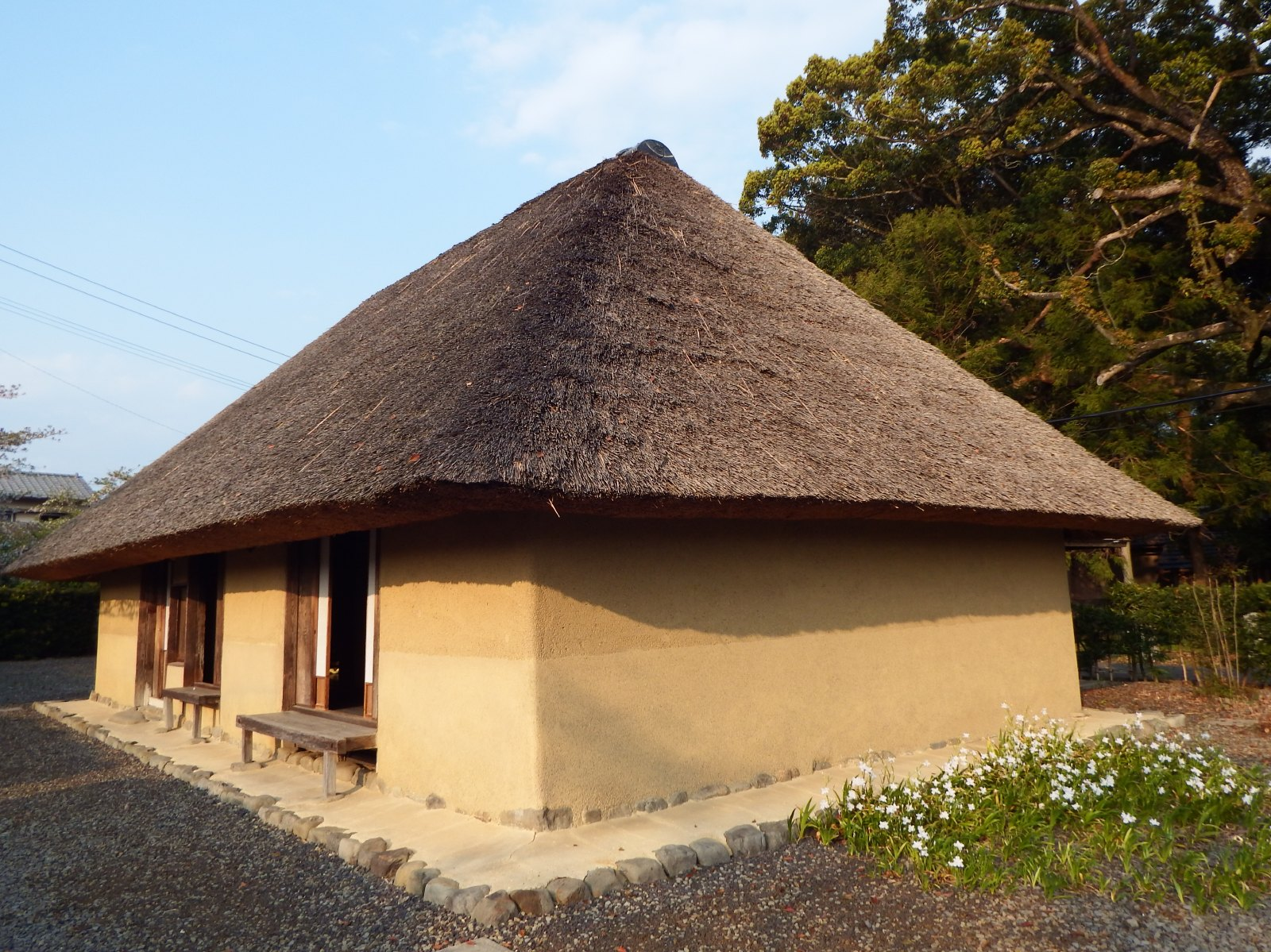
旧長岡家住宅

- 美馬警察署
- 美馬市立江原中学校
- 美馬市立清水小学校
- 美馬市立江原南小学校
- 美馬市立江原北小学校
- 大瀧寺 - 四国別格二十霊場二十番札所
- 金剛寺 - 阿波西国三十三観音霊場
- 西照神社
- 八大竜王神社
- 倭大国敷神社
- 旧長岡家住宅
- 夏子ダム
- 小星公園
- 犬泣き淵
- 徳島西部交通本社
- 藤西阿観光本社

かつて存在した施設
- 美馬市立江原東小学校
- 美馬市立川原柴小学校
- 美馬市立平帽子小学校
- 美馬市立中野小学校
- 美馬市立大谷小学校

## 交通

### 道路

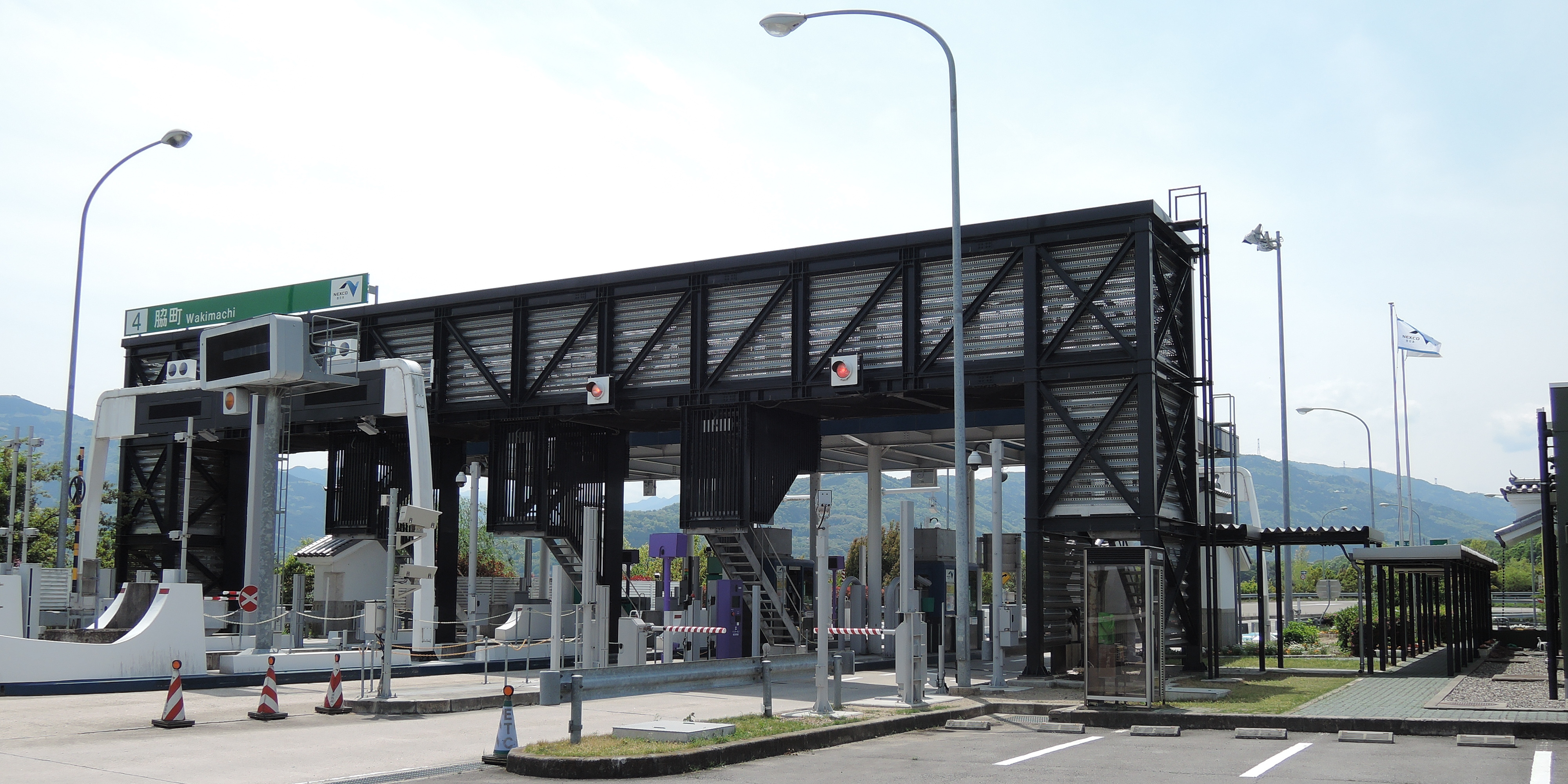
脇町インターチェンジ

高速道路
- 徳島自動車道
  - 脇町インターチェンジ

国道
- 国道193号

都道府県道
- 徳島県道・香川県道7号美馬塩江線
- 徳島県道12号鳴門池田線
- 香川県道・徳島県道105号多和脇線
- 徳島県道・香川県道106号穴吹塩江線
- 徳島県道251号脇町曽江線
- 徳島県道252号大谷脇町線